# 锡施特兰斯
锡施特兰斯是奥地利蒂罗尔州因斯布鲁克兰县的一个市镇。总面积7.9平方公里，总人口2049人，人口密度259.4人/平方公里（2011年）。